# Délire à deux (téléfilm)

Délire à deux est un téléfilm français adapté de la pièce d'Eugène Ionesco Délire à deux, réalisé par Michel Mitrani en 1968 et diffusé l'année suivante.

## Synopsis
Alors que la guerre fait rage au dehors, un couple vieillissant et négligé (Michel Piccoli et Suzanne Flon) se livre à une dispute absurde et sans fin dans un petit appartement qui tombe en morceaux sous les bombardements.

## Distribution
- Michel Piccoli : Lui
- Suzanne Flon : Elle
- Jean Lescot : le soldat
- Michel Robin : le voisin